# Wilcze Tułowskie
Wilcze Tułowskie [ˈvilt͡ʂɛ tuˈwɔfskʲɛ] est un village polonais de la gmina de Brochów dans le powiat de Sochaczew et dans la voïvodie de Mazovie.